# Sveriges civila beredskap
Sveriges civila beredskap består av två komponenter, krisberedskap och civilt försvar. Det finns 60 beredskapsmyndigheter som ansvarar för verksamhet inom tio beredskapssektorer. Sverige är indelat i sex civilområden.

## Civil beredskap
Inom den civila beredskapen skall komponenterna krisberedskap och civilt försvar förstärka varandra genom samordning, planering och förberedelser. Måttstocken för den civila beredskapen är att den skall dimensioneras för ett militärt angrepp på Sverige. Den civila beredskapen syftar till att förbereda samhället för alla slags samhällsstörningar. Människors liv och hälsa skall skyddas, samhällets funktionalitet vidmakthållas, demokrati, rättssäkerhet och mänskliga fri- och rättigheter bevaras, miljö och ekonomiska värden värnas och nationell suveränitet upprätthållas.

## Krisberedskap
Krisberedskapen syftar till att förebygga, motstå och hantera krissituationer. Hela samhället skall tillsmans och inom respektive ansvarsområden ansvara för krisberedskapsarbetet. Detta skall ske på alla nivåer: enskilda, lokalt, regionalt och nationellt samt även med stöd av den Europeiska unionen och internationella aktörer.

## Civilt försvar
Civilt försvar syftar till att upprätthålla samhällets motståndskraft vid krigsfara och krig. Civilbefolkningen skall skyddas och att exempelvis sjukvård och transporter fungerar vid krigsfara och krig. Då skall det civila försvaret också kunna stödja Försvarsmakten. Detta skall ske på alla nivåer: Statliga myndigheter, kommuner, landsting och regioner, privata företag och frivilligorganisationer.

## Beredskapsmyndigheter
- affärsverket Svenska Kraftnät
- Arbetsförmedlingen
- Bolagsverket
- Domstolsverket
- E-hälsomyndigheten
- Energimarknadsinspektionen
- Finansinspektionen
- Folkhälsomyndigheten
- Försäkringskassan
- Kriminalvården
- Kustbevakningen
- Lantmäteriet
- Livsmedelsverket
- Luftfartsverket
- Läkemedelsverket
- Länsstyrelserna (2 av dem)
- Migrationsverket
- Myndigheten för digital förvaltning
- Myndigheten för psykologiskt försvar
- Myndigheten för samhällsskydd och beredskap
- Naturvårdsverket
- Pensionsmyndigheten
- Polismyndigheten
- Post- och telestyrelsen
- Riksgäldskontoret
- Sjöfartsverket
- Skatteverket
- Socialstyrelsen
- Statens energimyndighet
- Statens jordbruksverk
- Statens servicecenter
- Statens skolverk
- Statens veterinärmedicinska anstalt
- Strålsäkerhetsmyndigheten
- Sveriges meteorologiska och hydrologiska institut
- Säkerhetspolisen
- Trafikverket
- Transportstyrelsen
- Tullverket
- Åklagarmyndigheten

Källa: 

## Beredskapssektorer
| Sektor                             | Huvudmyndighet                              | Övriga myndigheter |
| ---------------------------------- | ------------------------------------------- | --- |
| Ekonomisk säkerhet                 | Försäkringskassan                           | Arbetsförmedlingen Pensionsmyndigheten Riksgäldskontoret Skatteverket Statens servicecenter                                                 |
| Elektronisk kommunikation/Post     | Post- och telestyrelsen                     | Myndigheten för samhällsskydd och beredskap affärsverket Svenska kraftnät Trafikverket                                                      |
| Energiförsörjning                  | Statens energimyndighet                     | Energimarknadsinspektionen affärsverket Svenska kraftnät Strålsäkerhetsmyndigheten                                                          |
| Finansiella tjänster               | Finansinspektionen                          | Riksgäldskontoret + Riksbanken |
| Försörjning av grunddata           | Skatteverket                                | Bolagsverket Lantmäteriet Myndigheten för digital förvaltning                                                                               |
| Hälsa, vård, omsorg                | Socialstyrelsen                             | E-hälsomyndigheten Folkhälsomyndigheten Läkemedelsverket                                                                                    |
| Livsmedelsförsörjning/Dricksvatten | Livsmedelsverket                            | Jordbruksverket Länsstyrelserna Naturvårdsverket Statens veterinärmedicinska anstalt                                                        |
| Ordning och säkerhet               | Polismyndigheten                            | Kriminalvården Kustbevakningen Säkerhetspolisen Tullverket Åklagarmyndigheten Domstolsverket                                                |
| Räddningstjänst/Befolkningsskydd   | Myndigheten för samhällsskydd och beredskap | Kustbevakningen Länsstyrelserna Polismyndigheten Sjöfartsverket Sveriges meteorologiska och hydrologiska institut Strålsäkerhetsmyndigheten |
| Transporter                        | Trafikverket                                | Luftfartsverket Sjöfartsverket Transportstyrelsen                                                                                           |
| Källa:                             |                                             | |

## Civilområden
| Civilområde            | Ingående län                                                                  | Ansvarig länsstyrelse |
| ---------------------- | ----------------------------------------------------------------------------- | --------------------- |
| Norra civilområdet     | Västernorrlands, Jämtlands, Västerbotten, Norrbottens                         | Norrbottens           |
| Mellersta civilområdet | Uppsala, Södermanlands, Västmanlands, Värmlands, Örebro, Dalarnas, Gävleborgs | Örebro                |
| Östra civilområdet     | Stockholms, Gotlands                                                          | Stockholms            |
| Västra civilområdet    | Hallands, Västra Götalands                                                    | Västra Götalands      |
| Sydöstra civilområdet  | Jönköpings, Kalmars, Östergötlands                                            | Östergötlands         |
| Södra civilområdet     | Kronobergs, Blekinge, Skåne                                                   | Skåne                 |
| Källa:                 |                                                                               |                       |